# Sammanbindningsknop

Skotstek, den kanske mest kända sammanbindningsknopen.

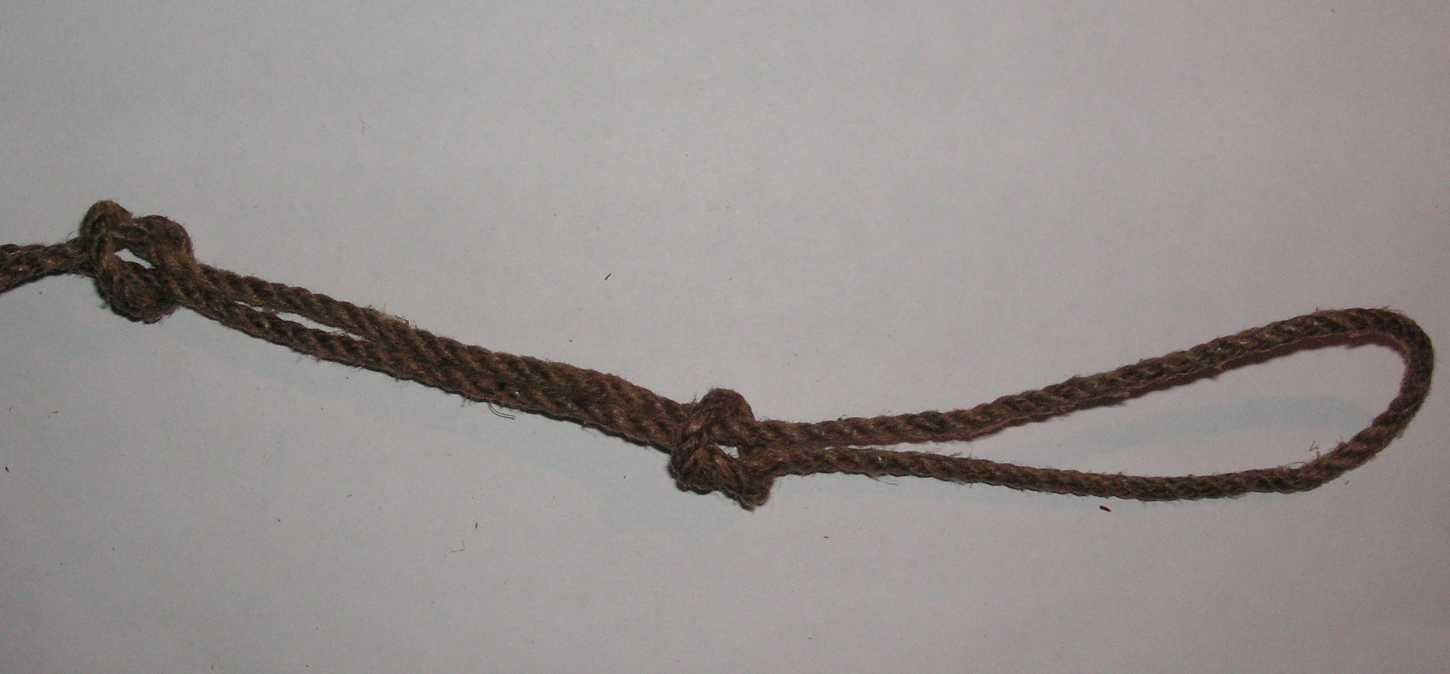
Kärleksknop, även fiskarknop kallad, är en sammanbindningsknop.

En sammanbindningsknop är en typ av knop som används för att tillfälligt förena två tågvirken med varandra.
Sammanbindningsknopar används för att förena två rep med varandra, till exempel när två rep behöver skarvas samman. För majoriteten av sammanbindningsknoparna krävs det att repen som ska sammanföras är av liknande kvalitet och grovlek för ett gott resultat. Det finns dock sammanbindningsknopar som även kan användas för att sammanföra rep av olika kvalitet eller grovlek.
Kännetecknande för en väl utförd sammanbindningsknop är att den att är lätt att lösa upp även sedan den belastats. Sammanbindningsknopar gjorda med tunna linor är dock sällan lätta att lösa upp, oavsett om de är korrekt genomförda eller ej. När man sammanför rep med en sammanbindningsknop är det viktigt att lämna tillräckliga långa ändar av repen för att inte knopen ska riskera att glida upp när den belastas.
Till sammanbindningsknoparna räknas bland annat följande knopar:
- Ashleys stek[2]
- Blodknut[3]
- Carrickstek[4]
- Fiskar- eller kärleksknop[5]
- Skotstek[6]
- Vattenknop[7]